# روبرتو لوبيز
روبرتو لوبيز (بالإسبانية: Roberto López)‏ هو مجدف سلفادوري، ولد في 31 يوليو 1993 في سان سلفادور في السلفادور.

## وصلات خارجية
- روبرتو لوبيز على موقع الاتحاد الدولي للتجديف (الإنجليزية)
- روبرتو لوبيز على موقع أوليمبيديا (الإنجليزية)